# ميدل أوف ذي رود (فريق موسيقي)
ميدل أوف ذي رود (بالإنجليزية: Middle of the Road)‏ فريق بوب اسكتلندي تمتع بالنجاح في جميع أنحاء أوروبا وأمريكا اللاتينية منذ السبعينيات، قبل أن يثبت فريق «آبا ABBA» نفسه في منتصف السبعينيات، كان فريق «ميدل أوف ذي رود» هو صوت أوروبا المبكر بالتناغم المميز وغناء المغنية الرئيسية للفريق «سالي كار». باعت أربعة من أغانيهم الفردية لكل منها مليون نسخة، وحصلت على جائزة الاسطوانة الذهبية: «تشيبي تشيبي تشيب تشيب Chirpy Chirpy Cheep Cheep»، «سكرامنتو Sacramento»، و«تويدل دي تويدل دوم Tweedle Dee, Tweedle Dum»، و «سولي سولي Soley Soley». بحلول أوائل عام 1972، بلغت مبيعات الفريق أكثر من خمسة ملايين اسطوانة.

## أعضاء الفريق
- سالي كار: غناء، وإيقاع

- كين أندرو: طبول

- إيان ماكريدي: جيتار، وفلوت

- إريك ماكريدي: جيتار باس

- نيل هندرسون: جيتار

- آن كاثرين واتسون: (شاركت الفريق لبعض الوقت في عام 1975) لوحة مفاتيح (كيبورد) وغناء.[7]

## وصلات خارجية
- www.motrband.com
- Middle of the Road التسجيلات من ديسكاغز.كوم